# Alexandra Meisl
Alexandra Meisl (geborene Gräfer; * 17. August 1978 in Düsseldorf) ist eine deutsche Handballspielerin.
Nach Stationen u. a. bei Bayer 04 Leverkusen, der HSG Blomberg-Lippe und dem HC Leipzig stand die 1,88 m große Torfrau zwischen 2002 und 2007 bei DJK/MJC Trier unter Vertrag und errang dort 2003 die Deutsche Meisterschaft. Zur Saison 2007/08 wechselte sie zum Zweitligisten Frisch Auf Göppingen. Im Sommer 2010 beendete sie zunächst ihre Karriere. Seit dem Jahr 2023 spielt sie beim Württemberger Oberligisten TV Gerhausen 1900.
Die Torhüterin gehört zum Kader der Nationalmannschaft und hat bisher 63 Länderspiele bestritten, ihr Länderspieldebüt war am 23. November 1999 in Hude gegen Rumänien. Sie nahm an den Europameisterschaften 2004 und 2006 sowie an der Weltmeisterschaft 2005 teil.
Alexandra Meisl ist gelernte Bankkauffrau und absolviert derzeit ein Studium zur Diplom-Fitnessökonomin.

## Sportliche Erfolge
- Deutscher Meister 2003 mit DJK/MJC Trier
- 2005 Platz 5 bei der EM in Ungarn
- 2006 Platz 6 bei der WM in Russland
- 2007 Platz 4 bei der EM in Schweden
- 2008 Aufstieg mit FA Göppingen in die 1. Liga
- 2022 Aufstieg mit TV Gerhausen in die Württembergliga